# Vòng loại Giải vô địch bóng đá thế giới 2006
Có 197 đội tham gia vào Vòng loại giải vô địch bóng đá thế giới 2006, cạnh tranh tất cả 32 suất tham dự vòng chung kết. Đức, với tư cách là đội chủ nhà, không phải thi đấu vòng loại và được vào thẳng vòng chung kết, 31 suất còn lại được phân bố như sau:
- Châu Âu (UEFA): 51 đội tranh 13 suất (Đức không phải thi đấu vòng loại vì là nước chủ nhà, do đó châu Âu có tất cả 14 suất tham dự)
- Châu Phi (CAF): 51 đội tranh 5 suất
- Nam Mỹ (CONMEBOL): 10 đội tranh 4,5 suất
- Châu Á (AFC): 39 đội, 4,5 suất
- Bắc, Trung Mỹ và Caribe (CONCACAF): 34 đội tranh 3,5 suất
- Châu Đại Dương (OFC): 12 đội tranh 0,5 suất

Những đội giành 0.5 suất được tham gia vào các trận Play-off để giành 2 suất cuối cùng, cụ thể là play-off giữa AFC và CONCACAF và giữa CONMEBOL và OFC.
Tổng cộng 194 đội thi đấu ít nhất 1 trận vòng loại. Có tất cả 847 trận đấu đã được diễn ra, và 2464 bàn thắng đã được ghi (trung bình 2.91 bàn/trận).

## Các đội giành quyền vào vòng chung kết

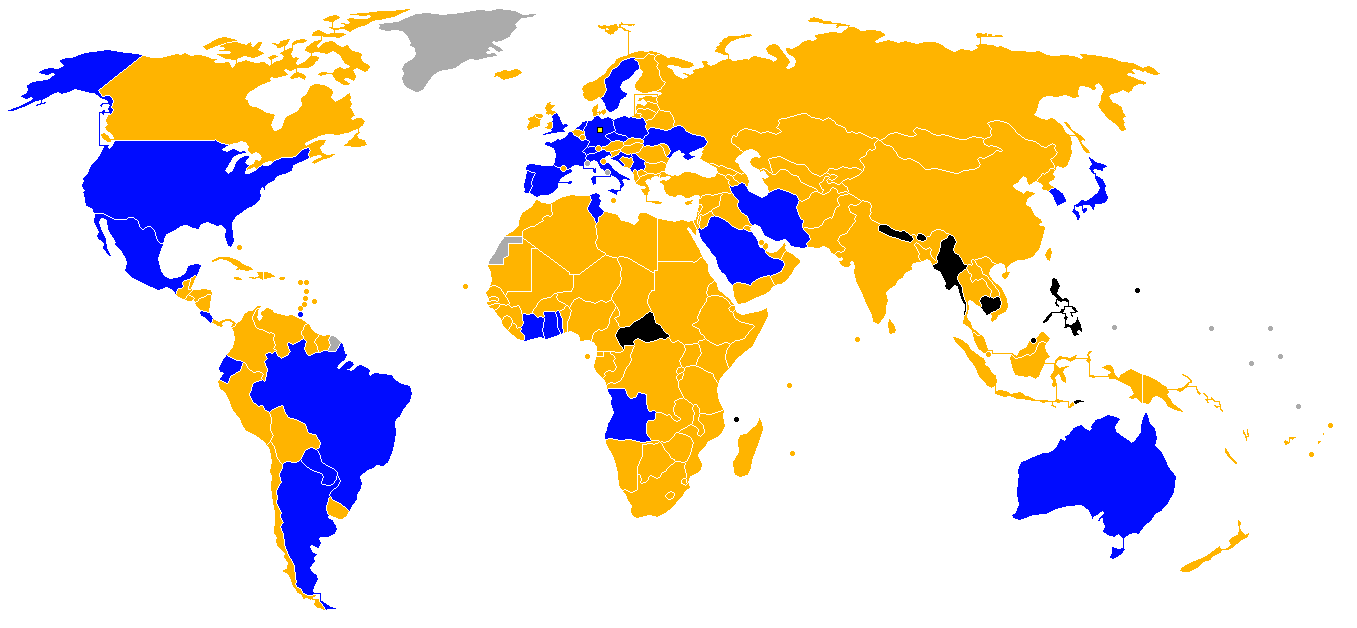
Các quốc gia lọt vào vòng chung kết
Đội vượt qua vòng loại
Đội không vượt qua vòng loại
Quốc gia không tham dự World Cup
Quốc gia không phải thành viên FIFA